# تراویز دیکرسون
تراویز دیکرسون (انگلیسی: Travis Dickerson؛ زادهٔ ۱ ژانویه ۲۰۰۰) یک تهیه‌کننده موسیقی، و خواننده اهل ایالات متحده آمریکا است.